# 鬼蝠魟
鬼蝠魟（學名：Manta birostris；giant oceanic manta ray），又稱雙吻前口蝠鱝、埃氏前口蝠鱝、巨鬼蝠魟、鬼蝠鱝，俗名魔鬼魚、飛魴仔、鷹魴，为軟骨魚綱燕魟目蝠鱝科前口蝠鱝属的一種。被IUCN列為次級保育類動物，是世界上最大的魟魚以及世界上最大的魟總目成員。

## 分布
本魚分布各大洋熱帶、亞熱帶海域。

## 深度
水深0至200公尺。

## 特徵
本魚體扁平，體盤寬，舌狀鰭突出於眼前，能自由搖動，並可從下向外轉捲成管狀。眼球大，齒細小，粒狀。鰓裂很寬，魚體背面淺灰黑色，腹面淡白色。尾細而短，無棘刺。翼展可達9公尺，體重達3公噸。

## 生態
本魚為海洋中上層大型魚類，性情溫和，濾食性，主要攝食浮游動物及小型魚類。春秋季節偶爾會跳出水面，卵胎生，每次只產一尾幼魚，有護幼行為。

## 經濟利用
觀賞魚種，因肉質不好吃，沒有食用價值。據稱鬼蝠魟的鰓具有藥用價值，能治療癌症、不孕等，因而被人類大量捕殺，尤其是在印尼等地，再偷運到中國。但因長期過濾海水，導致鬼蝠魟的鰓實際上飽含重金屬。